# Matthew Bullock
Matthew Bullock (* 1. November 1980 in Stoke-on-Trent) ist ein ehemaliger englischer Fußballspieler.

## Karriere
Bullock spielte im Nachwuchsbereich von Stoke City, in der Saison 1996/97 kam er in der englischen U-16-Nationalmannschaft an der Seite der späteren Nationalspieler Ledley King, Scott Parker, Steven Gerrard und Francis Jeffers zu zwei Länderspieleinsätzen gegen Frankreich (September, 0:1) und Schweden (Februar, 0:0). Bullock unterzeichnete im November 1997 kurz nach seinem 17. Geburtstag seinen ersten Profivertrag. Zu einer Reihe von Einsätzen im rechten Mittelfeld in der ersten Mannschaft kam er unter Trainer Gary Megson im Herbst 1999 der Drittligasaison 1999/2000. Nach insgesamt sieben Einsätzen, davon vier in der Startaufstellung, sorgte die Übernahme des Klubs durch ein isländisches Konsortium und die Verpflichtung des Isländers Guðjón Þórðarson als neuen Trainer im November 1999 dafür, dass er wieder in die Reservemannschaft zurückkehrte.
Bullock, der seine Geschwindigkeitsdefizite mit hohem fußballerischen Können ausglich, wurde nach einer kompletten Spielzeit im Reserveteam, in der ihn auch Knieprobleme behinderten, im Oktober 2001 für einen Monat an den Viertligisten Macclesfield Town verliehen. Mit dem dortigen Trainer Kevin Keen und deren Stürmer Kyle Lightbourne hatte er bereits bei Stoke zusammengespielt. Trotz eines vielversprechenden Debüts gegen Hartlepool United kam Bullock in der Folge aber nur noch zu zwei Auftritten für Macclesfield, bevor er zu seinem Stammverein zurückkehrte. Bei Stoke wurde sein Vertrag im Januar 2002 aufgelöst und Bullock schloss sich in der Folge Leek Town in der Northern Premier League an. Nach 24 Pflichtspieleinsätzen (1 Tor) für Leek Town waren seine folgenden Stationen im englischen Non-League football ab Oktober 2002 der Ligakonkurrent Stocksbridge Park Steels, ab Sommer 2003 der FC Buxton in der Northern Counties East League.